# Versorgungsrücklagegesetz
Das Gesetz über eine Versorgungsrücklage des Bundes (VersRücklG) regelt Art und Weise, wie eine Versorgungsrücklage zur  Finanzierung der Versorgungsausgaben für Beamte, Richter, Berufssoldaten und weitere Beschäftigte des Bundes, denen eine Anwartschaft auf Versorgung nach beamtenrechtlichen Vorschriften oder Grundsätzen gewährleistet wird, aufzubauen und zu finanzieren ist.
Das Gesetz besteht aus zwei Abschnitten:
- Abschnitt 1: Sondervermögen „Versorgungsrücklage des Bundes“
- Abschnitt 2: Sondervermögen „Versorgungsfonds des Bundes“

Abschnitt 1 regelt den Aufbau eines Sondervermögen unter dem Namen „Versorgungsrücklage des Bundes“ zur Durchführung von § 14a des Bundesbesoldungsgesetzes. Dieses Sondervermögen dient dem Bund zur Sicherung zukünftiger Versorgungsaufwendungen.
Abschnitt 2 trifft die notwendigen Regelungen für den Aufbau eines Sondervermögen unter dem Namen „Versorgungsfonds des Bundes“. 
Zu Durchführung des Gesetzes wurde eine entsprechende Verordnung erlassen.
Die Sondervermögen werden durch das Bundesministerium des Innern verwaltet.